# オットー燃料II
オットー燃料II（オットーねんりょうツー、Otto fuel II）は、魚雷などの兵器システムで使用される一液系推進剤である。名称は開発者のオットー・ライトリンガー (Otto Reitlinger) に由来するもので、オットーサイクルとは無関係である。

## 特性
独特な臭いの赤みがかったオレンジ色の油状液体で、主成分のプロピレングリコールジニトラートに2-ニトロジフェニルアミンとセバシン酸ジブチルを加えた3成分からなる混合物である。
加熱・気化させることにより反応が始まり、酸化剤も不要である。また、爆発性はあるが通常起こり得ない状況にならなければ爆発しないので、実用上安定である。さらに揮発性が低いため気化して毒性を呈することもない。このため、潜水艦のような狭い空間で使用するのに便利である。魚雷の推進剤として利用する場合、そのエネルギー密度は充電池を大きく凌駕しているので、射程を大きく延伸できる。

## 主成分
硝酸エステル系爆薬であるプロピレングリコールジニトラート（PGDN）に減感剤のセバシン酸ジブチルと安定剤の2-ニトロジフェニルアミンを添加したものである。配合比率はプロピレングリコールジニトラート：セバシン酸ジブチル：2-ニトロジフェニルアミン＝76：22.5：1.5である。
プロピレングリコールジニトラートを含む多価アルコールのニトロ化合物は19世紀半ばから広く爆薬として使用されているが、狭心症治療薬としても使用されている。
アメリカ海軍ではオットー燃料IIの安定剤として2-ニトロジフェニルアミンを用いるが、これはアメリカ陸軍で固体燃料ロケット用ダブルベース推進剤の製造にも用いられる他、民生用途では染色に利用される。
減感剤のセバシン酸ジブチルは、一般には酢酸酪酸セルロースや酢酸プロピオン酸セルロース、ポリビニルブチラール、ポリスチレンおよび各種の合成ゴムなどさまざまなプラスチックの可塑剤として使用される。それ以外に食品包装用プラスチックの他、シェービングローションの潤滑剤、ノンアルコール飲料やアイスクリーム、キャンディ、焼き菓子の香料といった用途もある。

## 毒性
オットー燃料IIはアメリカ合衆国環境保護庁（EPA）が定める全国浄化優先順位リスト（National Priorities List）に有害廃棄物の一つとしてリストされている。オットー燃料IIで汚染された食物を摂取したり、作業場で直接曝露した場合、頭痛やめまい、呼吸困難などの症状が現れるが、曝露による症例の報告はない。

## 用途
以下の魚雷で推進剤として利用されている。
- Mk48
- Mk46
- スピアフィッシュ
- Yu-6
- 89式魚雷
- 18式魚雷